# Raego
Raego  (* 14. ledna 1988 Kladno), pravým jménem Ladislav Pham, je český zpěvák populární hudby, herec, rapper, moderátor, textař.

## Písně
- Dreamcatchers
- Down
- Jedu facebook
- Masturbační song
- Fingo
- Trofey
- Máš problém
- Mediální headshot
- Na českym youtube
- Ty a já
- Vánoční song
- Nejsem to já
- Kalhotky
- Nothing without you
- Show me your love
- Nahoru
- Vodopád
- Song o lásce ke vtíravým prodejcům
- Moje ex
- Nobody knows me
- Jediný co mám
- Psychopat
- Milionári
- Štěstí
- Dokonalá
- Nic nás nerozdělí
- Bez tebe
- Hotová
- Blíž
- Labyrint
- Jako ty
- Mezi námi
- Instastories
- Má drahá nejistoto
- Veriť
- Očistec
- Všechno
- Proč mě namotáváš
- Zůstaň tu se mnou
- To zvládnem
- Líbíš se mi moc
- Tisíce tváří
- Tentokrát
- Nádherná
- Víno
- Originál
- All i need
- Nemám na to čas
- Ukážu ti štěstí
- Tady a teď
- Jen bůh nás může soudit
- Zasloužím si víc
- Extáze
- Miluju tě
- Nesmíš to vzdát
- Všechno co mám
- Napořád
- Sex
- Tuzemák
- Paranoidní
- Chýbáš mi
- Všude dobře doma nejlíp
- Vocogo
- Nadržená
- Vítr v zádech
- Máma
- Stories
- Světlo v tunelu
- Moje Ex
- Tvoje holka
- Život je fajn
- Potřebuju pauzu
- Nejsi na to sám
- Šťastná
- Morfium
- Rodina
- Rány
- Manželství
- Chybí mi tvý starý já
- Tvoje ex
- Mír
- Dvakrát do jedný řeky nevstoupíš
- Poslední
- Patriot
- Zakázaná
- Mám na tebe chuť
- Ledová zeď
- Musíš jít dál
- Nový den
- Celou noc
- Návštěvní hodin
- Chvíle
- Už ani vteřinu
- Moje tělo
- Dneska už vím
- Zapomenout
- Diamant
- Život
- Spolu
- Celou noc
- Královna
- Stoupáme výš
- Ahoj
- Nechci o tebe přijít
- Nezapomínám
- Princezna
- Ty a Já 2

## Filmografie
- Definice lásky (2012)